# ری ریردون
رِی ریردون (انگلیسی: Ray Reardon؛ ۸ اکتبر ۱۹۳۲ – درگذشتهٔ ۱۹ ژوئیهٔ ۲۰۲۴) بازیکن حرفه‌ای اسنوکر اهل ولز بود که با کسب شش قهرمانی جهان در طول دههٔ ۱۹۷۰ بر این ورزش سلطه داشت و به عنوان یکی از برترین اسنوکربازان سده بیستم شناخته می‌شد. فرم نیشخند و خالی بودن موهای دو سوی پیشانی او موجب شده بود که علی‌رغم خوش‌مشربی به او لقب دراکولا بدهند.
ریردون تا میانه سی‌سالگی معدنچی زغال‌سنگ و سپس افسر پلیس بود و همزمان در سطح آماتوری اسنوکر را دنبال می‌کرد. عناوین او در این دوره شامل شش قهرمانی متوالی اسنوکر آماتوری ولز از سال ۱۹۵۰ تا ۱۹۵۵ و قهرمانی آماتوری بریتانیا در سال ۱۹۶۴ بودند.